# كارل أندرسون (لاعب كرة قدم سويدي)
كارل أندرسون (بالسويدية: Karl-Erik Andersson)‏ (16 يناير 1927 - 16 أغسطس 2005) هو لاعب كرة قدم سويدي في مركز الدفاع، شارك في الألعاب الأولمبية الصيفية 1952. وشارك مع Sweden national football B team ‏ ومنتخب السويد لكرة القدم. أما مع النوادي، فقد لعب مع نادي يورغوردينس.

## وصلات خارجية
- كارل أندرسون (لاعب كرة قدم سويدي) على موقع اتحاد السويد (السويدية)
- كارل أندرسون (لاعب كرة قدم سويدي) على موقع قاعدة بيانات كرة القدم.إي يو (الإنجليزية)
- كارل أندرسون (لاعب كرة قدم سويدي) على موقع ناشيونال فوتبول تيمز (الإنجليزية)
- كارل أندرسون (لاعب كرة قدم سويدي) على موقع عالم كرة القدم.نت (الإنجليزية)
- كارل أندرسون (لاعب كرة قدم سويدي) على موقع EliteProspects.com (الإنجليزية)
- كارل أندرسون (لاعب كرة قدم سويدي) على موقع أوليمبيديا (الإنجليزية)
- كارل أندرسون (لاعب كرة قدم سويدي) على موقع اللجنة الأولمبية السويدية (السويدية)